# Кизляр (станция)
Кизля́р — узловая железнодорожная станция Махачкалинского региона Северо-Кавказской железной дороги, находящаяся в городе Кизляре Республики Дагестан. Является узлом пересечения линий на Астрахань, Червлённую-Узловую и Кизилюрт.

## История
Станция открыта в 1915 году в составе участка Червлённая-Узловая — Кизляр, изначально была тупиковой. В 1942 году открыта линия Астрахань — Кизляр, предназначенная для переброски грузов из Закавказья, в первую очередь нефти из Баку, в центральную часть Советского Союза и войск на Кавказ.
В связи с началом Чеченских войн, в 1995 году транзитное сообщение между станцией и Республикой Дагестан прекратилось, станция на непродолжительный период времени вновь стала тупиковой. 11 сентября 1997 года открылась линия Кизляр — Кизилюрт, станция вновь стала транзитной.
После возобновления движения на линии Кизляр — Червлённая-Узловая в 2000 году станция стала узловой.

## Деятельность
Кизляр — железнодорожный узел Дагестана. По станции предусмотрена грузовая работа с мелкими и повагонными отправками, а также приём/выдача грузов для хранения на станционных терминалах и грузовых контейнеров массой до 5 тонн. По станции предусмотрено движение транзитных пассажирских поездов из Астрахани в Дагестан, Азербайджан и Грозный с остановкой в Кизляре. До 2005 года по станции оборачивался пассажирский поезд Москва — Кизляр.

## Пригородное сообщение по станции
По состоянию на сентябрь 2015 года пригородное сообщение по станции отсутствует.

## Дальнее следование по станции
По состоянию на декабрь 2018 года по станции курсируют следующие поезда дальнего следования:
| Круглогодичное обращение поездов | Круглогодичное обращение поездов | Круглогодичное обращение поездов | Круглогодичное обращение поездов |
| № поезда                         | Маршрут движения                 | № поезда                         | Маршрут движения                 |
| -------------------------------- | -------------------------------- | -------------------------------- | -------------------------------- |
| 55                               | Баку — Москва                    | 56                               | Москва — Баку                    |
| 85                               | Махачкала — Москва               | 86                               | Москва — Махачкала               |
| 301                              | Грозный — Волгоград              | 302                              | Волгоград — Грозный              |
| 369                              | Баку — Киев                      | 370                              | Киев — Баку                      |
| 373                              | Махачкала — Тюмень               | 374                              | Тюмень — Махачкала               |